# Quercus mongolica
Quercus mongolica là một loài thực vật có hoa trong họ Cử. Loài này được Fisch. ex Ledeb miêu tả khoa học đầu tiên năm 1850.

## Hình ảnh

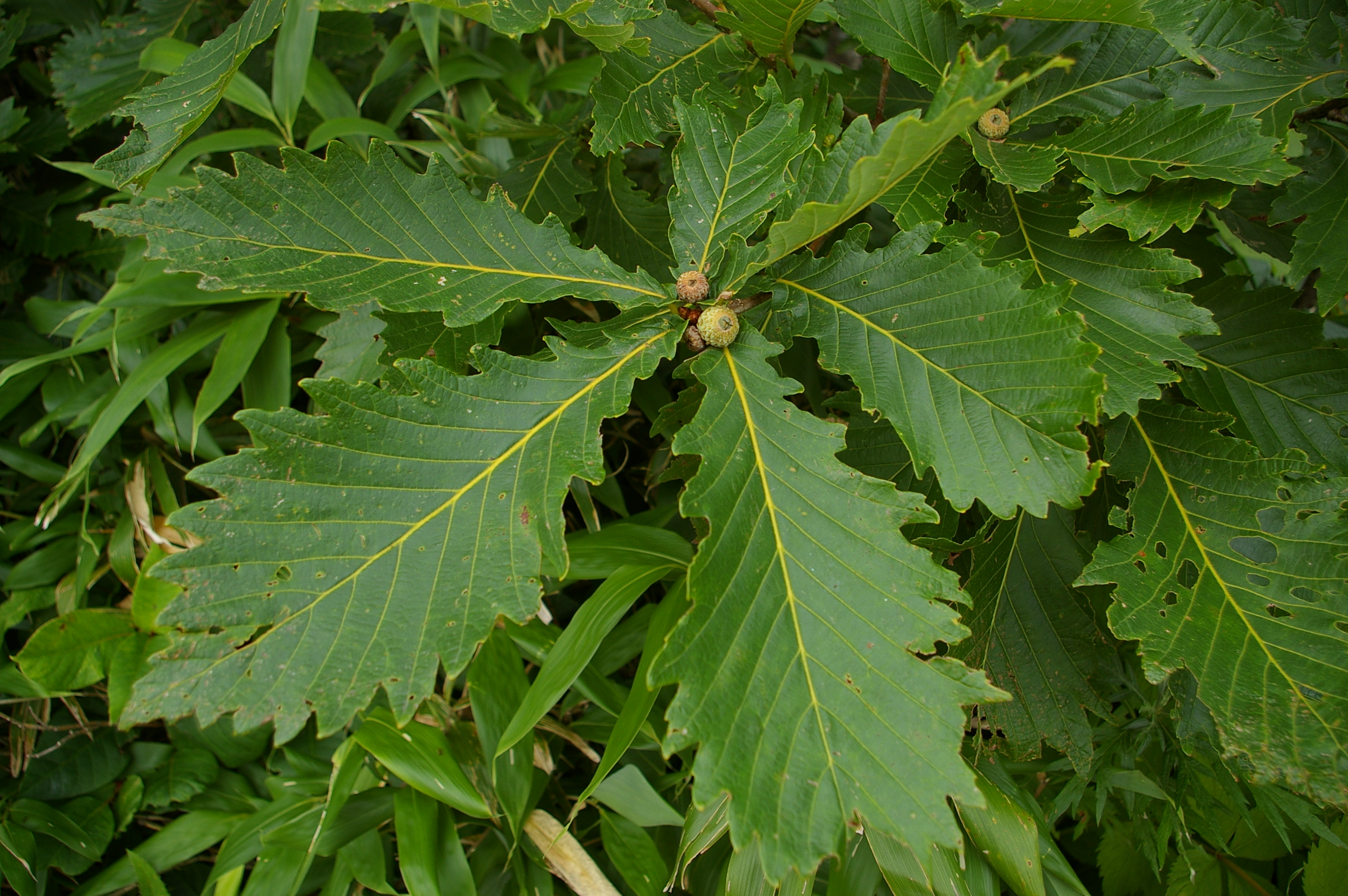
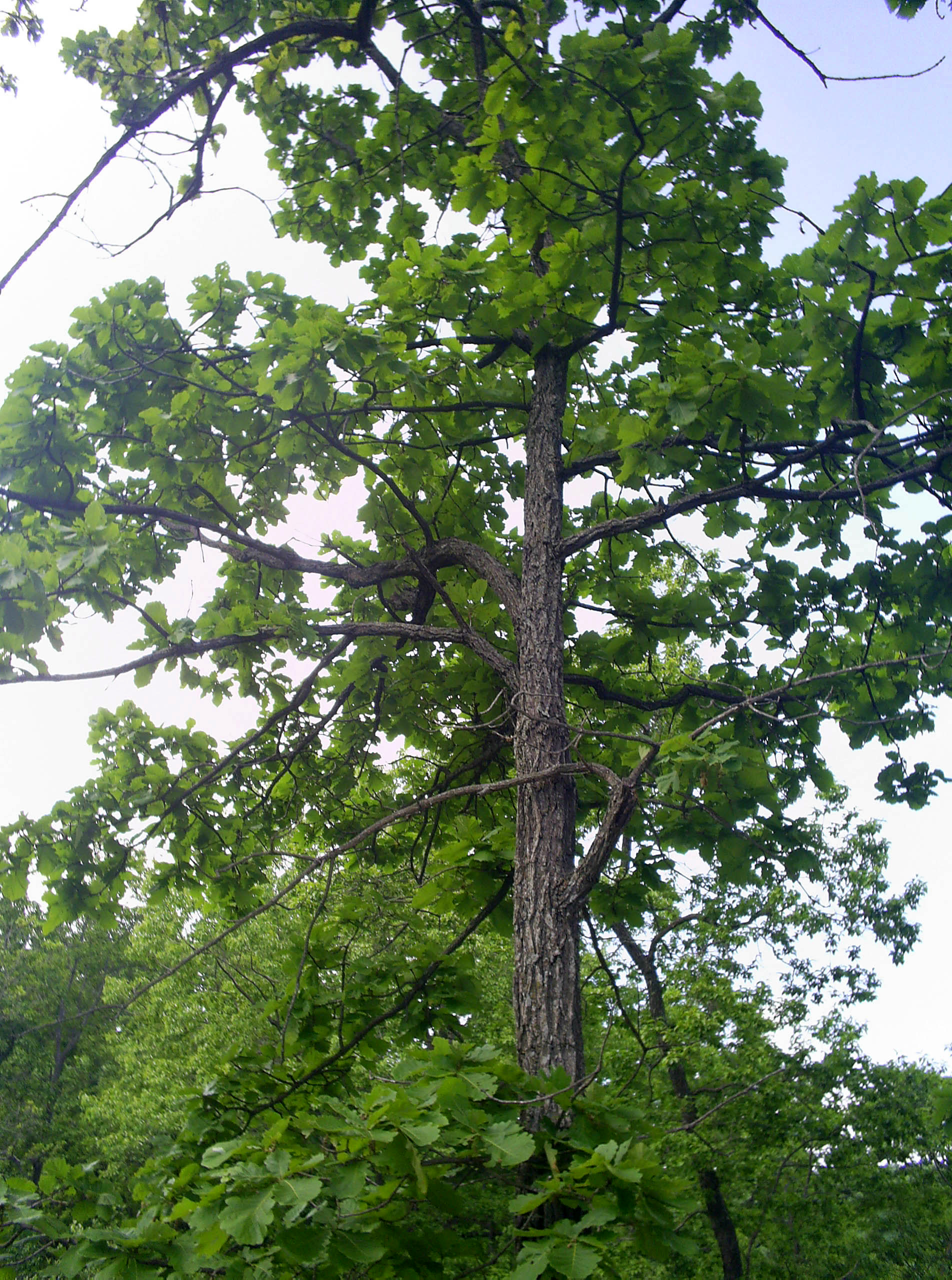
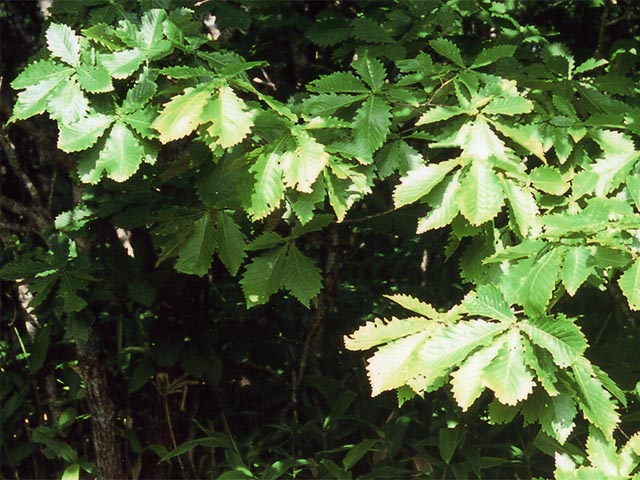
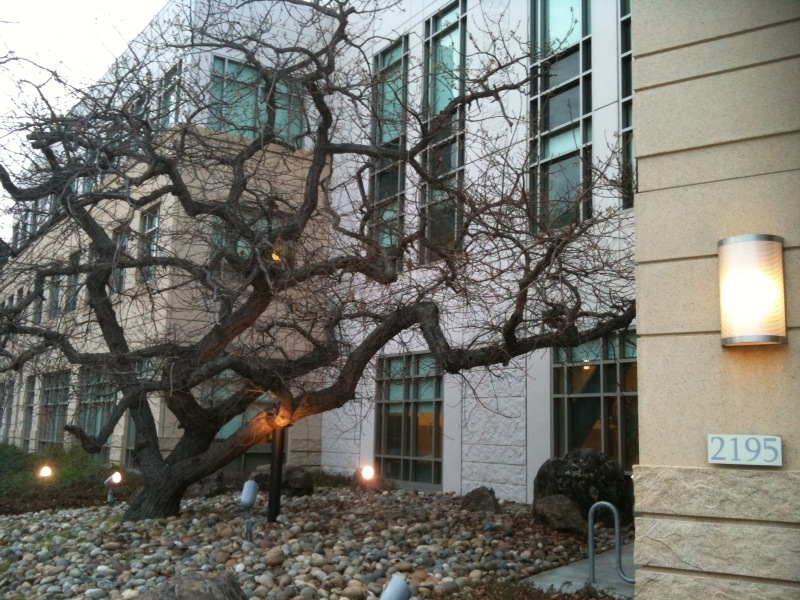